# Trévilly
Trévilly korábbi község (település) Franciaországban, Saône-et-Loire megyében. 2019. január 1-jén további 4 korábbi községgel egyesült és azokkal együtt Guillon-Terre-Plaine új község része lett.
Lakosainak száma 65 fő (2018. január 1.). Trévilly Montréal, Cisery, Guillon, Saint-André-en-Terre-Plaine és Sceaux községekkel határos.

## Népesség
A település népessége az elmúlt években az alábbi módon változott:
| Lakosok száma | 67   | 71   | 73   | 68   | 65   |
|               | 2013 | 2015 | 2016 | 2017 | 2018 |